# Bulacan (provincie)
Bulacan is een provincie van de Filipijnen op het noordelijke eiland Luzon. De provincie maakt deel uit van regio III (Central Luzon). De hoofdstad van de provincie is de stad Malolos. Bij de census van 2015 telde de provincie ruim 3,2 miljoen inwoners.

## Geografie

### Landschap
Het landschap van de provincie varieert van vlak tot bergachtig. Over het algemeen is het westelijke deel van de provincie vrij vlak, terwijl het oostelijke deel heuvelachtig tot bergachtig is.

### Bestuurlijke indeling
Bulacan bestaat 3 steden en 21 gemeenten.

#### Steden
- Malolos
- Meycauayan
- San Jose del Monte

#### Gemeenten
| - Angat - Balagtas - Baliuag - Bocaue - Bulacan - Bustos - Calumpit - Doña Remedios Trinidad - Guiguinto - Hagonoy - Marilao | - Norzagaray - Obando - Pandi - Paombong - Plaridel - Pulilan - San Ildefonso - San Miguel - San Rafael - Santa Maria |

Deze steden en gemeenten zijn weer verder onderverdeeld in 569 barangays.

## Demografie
Bulacan had bij de census van 2015 een inwoneraantal van 3.292.071 mensen. Dit waren 367.638 mensen (12,6%) meer dan bij de vorige census van 2010. Ten opzichte van de census van 2000 was het aantal inwoners gegroeid met 1.057.983 mensen (47,4%). De gemiddelde jaarlijkse groei in die periode kwam daarmee uit op 2,28%, hetgeen hoger was dan het landelijk jaarlijks gemiddelde over deze periode (1,72%).

De bevolkingsdichtheid van Bulacan was ten tijde van de laatste census, met 3.292.071 inwoners op 2796,1 km², 1177,4 mensen per km².

## Economie
Uit cijfers van het National Statistical Coordination Board (NSCB) uit het jaar 2003 blijkt dat 12,3% (15.027 mensen) onder de armoedegrens leefde. In het jaar 2000 was dit 7,5%. Bulacan was daarmee gemiddeld duidelijk minder arm dan het landelijk gemiddelde van 28,7% en stond 75e op de lijst van provincies met de meeste mensen onder de armoedegrens. Van alle 79 provincies, ten tijde van het onderzoek, stond Bulacan 78e op de lijst van provincies met de ergste armoede.

## Geboren in Bulacan
- Francisco Balagtas (Balagtas, 2 april 1788), dichter (overleden 1862);
- Nicanor Abelardo (San Miguel, 7 februari 1893), componist (overleden 1934);
- Francisca Reyes-Aquino (Bocaue, 9 maart 1899), nationaal kunstenaar van de Filipijnen (overleden 1983);
- Eddie Villanueva (Bocaue, 6 oktober 1946), geestelijk leider en presidentskandidaat.